# David Greene (regissör)
Lucius David Syms-Greene (känd som David Greene), född som Lucius David Syms Brian Lederman den 22 februari 1921 i Manchester, död 7 april 2003 i Ojai i Kalifornien, var en brittisk film- och TV-regissör och skådespelare. Han har bland annat regisserat de två 1970-talsserierna De fattiga och de rika och Rötter.
Greene var gift totalt sju gånger, och fick fyra barn (tre söner och en dotter) i fyra av dessa äktenskap. Han avled i bukspottkörtelcancer endast tre dagar efter att han hade gift sig med sin sjunde och sista fru, Kelly Greene.

## Filmografi (i urval)

### Filmer
| - 1948 – Våldets män (skådespelare) - 1950 – Trähästen (skådespelare) - 1967 – The Shuttered Room - 1968 – Sebastian och den hemliga koden - 1968 – Konstapel Strange - 1969 – Misstanken - 1970 – En glimt av helvetet - 1972 – Madame Sin - 1973 – Godspell - 1975 – Greven av Monte-Cristo - 1977 – Gåtan Lee Harvey Oswald - 1978 – Fångade i djupet | - 1981 – Det hårda landet - 1984 – Död i dimma dold - 1984 – Väktaren - 1985 – Tre kring ett mord - 1986 – Våld i generationer - 1987 – The Betty Ford Story - 1988 – Vad vinden sår - 1989 – Fasans timmar - 1989 – Offerlamm - 1990 – Rädda min dotter - 1991 – Vad hände med Baby Jane? - 1997 – Bella Maffia |

### TV-serier
- 1976 – De fattiga och de rika (TV-serie)
- 1977 – Rötter (TV-serie)